# Er Enish

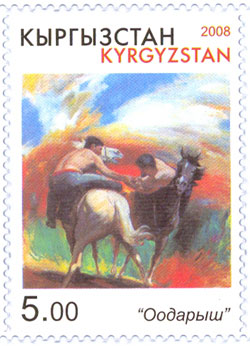
Timbre du Kirghizistan figurant une rencontre d'Oodarysh.

Er enish (Kyrgyz : Эр эңиш), ou Oodarysh, est un sport traditionnel équestre kirghize. Il s'agit d'une lutte montée.
Les règles autorisent des prises dangereuses, qui peuvent être effectuées sur les côtes, les muscles des bras ainsi que les articulations. L'aptitude du cheval joue un rôle aussi important que celle du cavalier dans ce genre de lutte. Les chevaux doivent être lourds et forts, et particulièrement faciles à diriger. Er enish fait partie des disciplines des Jeux Mondiaux Nomades.

## Caractéristiques
Lors de compétitions officielles, les règles précisent que les lutteurs doivent avoir plus de 19 ans et une autorisation médicale; l'accès aux compétitions peut toutefois être accordé par dérogation aux sportifs de 18 ans en excellente condition physique. Les sportifs sont divisés en trois catégories selon le poids : jusqu'à 70 kg, de 70 à 90 kg, et plus de 90 kg.
Er Enich a lieu en terrain dégagé, dans un cercle de 30 m de diamètre. Le jeu est supervisé par un arbitre monté.
Un affrontement d'Er enich dure en moyenne 6 minutes, mais le jeu s'arrête si l'un des lutteurs ou une monture subit une blessure. Le lutteur a alors 2 minutes pour être examiné par un médecin et entrer à nouveau en lice, faute de quoi la victoire revient à son adversaire. Au cours de la lutte, l'arbitre attribue un certain nombre de points à chacun des lutteurs en fonction des prises, fautes ou autre. Le décompte des points en fin de partie détermine alors le vainqueur; en cas d'égalité, un temps additionnel de 2 minutes est accordé afin de départager les adversaires. Les points se comptent comme suit :
- Un lutteur qui parvient à maintenir une prise sur la monture adverse pendant 3 secondes gagne 1 point,
- Un lutteur qui parvient à maintenir une prise sur l'adversaire pendant 3 secondes gagne 1 point,
- Lorsque l'un des lutteurs parvient à mettre son adversaire dans une position où il doit s'accrocher à sa monture pour ne pas tomber, il gagne 2 points,
- Lorsqu'un lutteur parvient à maintenir la main de son adversaire dans son dos, mais ne le désarçonne pas pour autant, il gagne 2 points,
- Lorsqu'un lutteur essaye d'éviter une prise adverse, il reçoit un avertissement pour passivité, et son adversaire reçoit 1 point,
- Si l'un des lutteurs maintient le cheval adverse par la bride, il reçoit un avertissement, et son adversaire reçoit 1 point,
- Lorsque l'un des lutteurs parvient à désarçonner son adversaire (victoire nette), il reçoit 4 points.

Le jeu peut ainsi se jouer par équipes, la totalité des points accumulés par l'équipe déterminant son résultat dans la compétition.
Certains mouvements ne sont pas autorisés, comme les coups de pied, les coups portés avec les mains ou un fouet, les prises par le visage ou les cheveux, les torsions des doigts, etc.

## Origines
Er enish est cité dans l'Épopée de Manas.